# Pedro de Sotomayor (filósofo)
Pedro de Sotomayor (Córdoba, 1511-Salamanca, 22 de octubre de 1564) fue un fraile dominico, teólogo y filósofo español.

## Biografía
Hijo de los marqueses de Pinto y Caracena, nació en Córdoba en 1511, y hacia 1526 profesaba en la Orden de Predicadores en el convento de San Pablo de su ciudad natal, del que pasó al de San Gregorio de Valladolid para completar su formación, contando entre sus maestros a Bartolomé de Carranza y Melchor Cano; y en aquel convento iniciaba su vida docente al tiempo que colaboraba con Bartolomé de las Casas en su polémica contra Juan Ginés de Sepúlveda. En 1551 llegaba a la Universidad de Salamanca como sucesor de Domingo de Soto en la cátedra de vísperas, y desde 1560 en la de prima de teología, y en la que permaneció hasta su muerte ocurrida en la ciudad del Tormes el 22 de octubre de 1564. 
Pedro de Sotomayor fue autor de unos comentarios a la Suma teológica de Tomás de Aquino que quedaron inéditos.

## Obras
- Commentarium in primam partem S. Thomae. Ms. (En la Bibl. Univ. de Salamanca, 709), fols. 400-658.
- Super secundam secundae Sancti Thomae de diversis materiis. Ms. (En la Bibl. Vaticana, Ottob. lat. 397).
- Super secundam secundae Thomae de diversis materiis. Ms. (Ibid., lat. 1009).
- Utrum homo homini Dominus esse possit. Ms. (Ibid., 397, ff. 70v-73).
- Idem. En: Peña, Juan de la: De bello contra insulanos. Intervención de España en América. Edic. al cuidado de L. Pereña y otros. Madrid, C.S.I.C., 1982. Vol. IX, pp. 605-612 (Escuela Española de la Paz).
- Carranza de Miranda, B.: Praemissis Canonibus Apostolorum. Prefacio de ... Antuerpiae, J. Withagli, s.a.